# Yoko Tanabe
Yoko Tanabe é uma judoca do Japão, medalhista de prata nos Jogos Olímpicos de Verão de 1992 e 1996, também foi vice-campeã mundial em duas oportunidades (1989 e 1991) e terceira colocada no mesmo torneio nos anos de 1987, 1989 - open e 1995).